# Österkobban
Österkobban är en ö i Finland. Den ligger i Finska viken och i kommunen Lovisa i den ekonomiska regionen  Lovisa i landskapet Nyland, i den södra delen av landet. Ön ligger omkring 73 kilometer öster om Helsingfors.
Öns area är 1,3 hektar och dess största längd är 210 meter i sydväst-nordöstlig riktning.